# Promozione 1951-1952 (Lega Interregionale Nord)
La Lega Interregionale Nord fu l'ente FIGC a cui fu demandata l'organizzazione del campionato di Promozione nella stagione sportiva 1951-1952. La Lega Interregionale Nord aveva sede a Torino. Nella giurisdizione della Lega ricadevano le società aventi sede nell'Italia settentrionale sopra il Po.
Il campionato giunse alla sua ultima edizione: dalla stagione successiva sarebbe stato sostituito dal nuovo torneo di IV Serie gestito da un'unica lega nazionale, mentre la gran massa delle escluse sarebbe tornata nelle leghe regionali che avrebbero organizzato un nuovo campionato di qualità che avrebbe ereditato il nome di Promozione.
Concretamente, al Nord vennero assegnati trenta posti per la IV Serie, cioè cinque per ogni gruppo. In più, inoltre, il presidente federale Ottorino Barassi utilizzò uno dei dieci posti residui a lui riservati dal regolamento per salvare il Bolzano, club rappresentante di una provincia che per motivi politici si volle mantenere a livelli più alti di quelli strettamente localistici.

## Girone A

### Classifica finale
|  | Pos. | Squadra              | Pt | G  | V  | N  | P  | GF | GS |
|  | ---- | -------------------- | -- | -- | -- | -- | -- | -- | -- |
|  | 1.   | Dolo                 | 49 | 34 | 18 | 13 | 3  | 73 | 36 |
|  | 2.   | Libertas Trieste     | 48 | 34 | 20 | 8  | 6  | 72 | 30 |
|  | 3.   | Pordenone            | 47 | 34 | 19 | 9  | 6  | 78 | 43 |
|  | 4.   | Portogruarese        | 46 | 34 | 20 | 6  | 8  | 81 | 49 |
|  | 5.   | CRDA Monfalcone      | 45 | 34 | 19 | 7  | 8  | 70 | 33 |
|  | 6.   | Sacilese             | 43 | 34 | 17 | 9  | 8  | 65 | 41 |
|  | 7.   | Sangiorgina          | 40 | 34 | 16 | 8  | 10 | 58 | 43 |
|  | 8.   | San Giovanni Trieste | 39 | 34 | 15 | 9  | 10 | 54 | 46 |
|  | 9.   | Itala Gradisca       | 36 | 34 | 13 | 10 | 11 | 72 | 60 |
|  | 10.  | Excelsior-Lido       | 35 | 34 | 12 | 11 | 11 | 50 | 56 |
|  | 11.  | Monfalconese         | 32 | 34 | 13 | 6  | 15 | 41 | 55 |
|  | 11.  | Miranese             | 32 | 34 | 11 | 10 | 13 | 47 | 62 |
|  | 13.  | Pro Cervignano       | 29 | 34 | 11 | 7  | 16 | 52 | 56 |
|  | 14.  | Cormonese            | 21 | 34 | 4  | 13 | 17 | 46 | 68 |
|  | 14.  | Fossalta Piave       | 21 | 34 | 9  | 3  | 22 | 43 | 82 |
|  | 16.  | Arsenale Venezia     | 20 | 34 | 7  | 6  | 21 | 42 | 90 |
|  | 17.  | Pro Romans           | 18 | 34 | 7  | 4  | 23 | 54 | 92 |
|  | 18.  | Sanvitese            | 11 | 34 | 1  | 9  | 24 | 24 | 80 |

Legenda:
      Retrocesso nella nuova Promozione 1952-1953 regionale.
Note:
Due punti a vittoria, uno a pareggio, zero a sconfitta.
Le squadre giunte dal primo al quinto posto sono state ammesse alla nuova IV Serie 1952-1953.

## Girone B

### Classifica finale
|  | Pos. | Squadra              | Pt       | G  | V  | N | P  | GF | GS |
|  | ---- | -------------------- | -------- | -- | -- | - | -- | -- | -- |
|  | 1.   | Lanerossi Schio      | 41       | 28 | 19 | 3 | 6  | 64 | 33 |
|  | 2.   | Belluno              | 40       | 28 | 17 | 6 | 5  | 77 | 37 |
|  | 2.   | Cerea                | 40       | 28 | 18 | 4 | 6  | 67 | 38 |
|  | 4.   | Thiene               | 38       | 28 | 16 | 6 | 6  | 51 | 34 |
|  | 5.   | Legnago              | 37       | 28 | 16 | 5 | 7  | 45 | 31 |
|  | 6.   | Pellizzari Arzignano | 37       | 28 | 15 | 7 | 6  | 75 | 37 |
|  | 7.   | Cadidavid            | 34       | 28 | 13 | 8 | 7  | 58 | 39 |
|  | 8.   | Bolzano              | 27       | 28 | 12 | 3 | 13 | 37 | 34 |
|  | 9.   | Hellas               | 26       | 28 | 11 | 4 | 13 | 69 | 57 |
|  | 10.  | Coneglianese         | 25       | 28 | 10 | 5 | 13 | 49 | 56 |
|  | 11.  | Angelo Milani        | 21       | 28 | 9  | 3 | 16 | 40 | 57 |
|  | 12.  | Dueville             | 18       | 28 | 7  | 4 | 17 | 31 | 68 |
|  | 13.  | Feltrese             | 15       | 28 | 6  | 3 | 19 | 44 | 79 |
|  | 14.  | Bassano              | 13       | 28 | 5  | 3 | 20 | 29 | 64 |
|  | 15.  | Merano (-1)          | 7        | 28 | 3  | 2 | 23 | 22 | 94 |
|  | ---  | Luparense            | Ritirata |    |    |   |    |    |    |
|  | ---  | Conti Cavarzere      | Ritirata |    |    |   |    |    |    |
|  | ---  | Adriese              | Ritirata |    |    |   |    |    |    |

Legenda:
      Retrocesso nella nuova Promozione 1952-1953 regionale.
 Retrocessione diretta.
Note:
Due punti a vittoria, uno a pareggio, zero a sconfitta.
Le squadre giunte dal primo al quinto posto sono state ammesse alla nuova IV Serie 1952-1953.
Il Merano è stato penalizzato con la sottrazione di 1 punto in classifica.

### Risultati

#### Spareggio salvezza
|         | Risultati |                      | Luogo e data           |
| ------- | --------- | -------------------- | ---------------------- |
| Legnago | 2-1       | Pellizzari Arzignano | Padova, 15 giugno 1952 |
|         |           |                      |                        |

## Girone C

### Classifica finale
|  | Pos. | Squadra             | Pt | G  | V  | N  | P  | GF | GS |
|  | ---- | ------------------- | -- | -- | -- | -- | -- | -- | -- |
|  | 1.   | Marzotto Manerbio   | 49 | 34 | 21 | 7  | 6  | 71 | 39 |
|  | 2.   | Vimercatese         | 44 | 34 | 20 | 4  | 10 | 78 | 50 |
|  | 2.   | Merate              | 44 | 34 | 19 | 6  | 9  | 72 | 55 |
|  | 4.   | Olimpia Caravaggio  | 42 | 34 | 18 | 6  | 10 | 74 | 48 |
|  | 5.   | Luciano Manara      | 40 | 34 | 18 | 4  | 12 | 67 | 58 |
|  | 6.   | ATM Milano          | 39 | 34 | 15 | 9  | 10 | 72 | 47 |
|  | 6.   | Sondrio             | 39 | 34 | 18 | 3  | 13 | 62 | 51 |
|  | 8.   | Trevigliese         | 36 | 34 | 16 | 4  | 14 | 47 | 39 |
|  | 9.   | Pirelli             | 35 | 34 | 16 | 3  | 15 | 54 | 53 |
|  | 10.  | Veltro              | 34 | 34 | 14 | 6  | 14 | 52 | 53 |
|  | 10.  | Beretta Gardone     | 34 | 34 | 15 | 4  | 15 | 48 | 49 |
|  | 12.  | Breno               | 32 | 34 | 13 | 6  | 15 | 50 | 54 |
|  | 13.  | Melzo               | 28 | 34 | 10 | 8  | 16 | 56 | 81 |
|  | 14.  | Orsa Iseo           | 27 | 34 | 12 | 3  | 19 | 44 | 60 |
|  | 14.  | Villapizzone        | 27 | 34 | 10 | 7  | 17 | 56 | 80 |
|  | 16.  | Pro Sesto           | 26 | 34 | 8  | 10 | 16 | 41 | 52 |
|  | 17.  | Sebinia Alto Sebino | 21 | 34 | 9  | 3  | 22 | 44 | 63 |
|  | 18.  | Cernuschese         | 15 | 34 | 4  | 7  | 23 | 34 | 90 |

Legenda:
      Retrocesso nella nuova Promozione 1952-1953 regionale.
Note:
Due punti a vittoria, uno a pareggio, zero a sconfitta.
Le squadre giunte dal primo al quinto posto sono state ammesse alla nuova IV Serie 1952-1953.

## Girone D

### Classifica finale
|  | Pos. | Squadra        | Pt | G  | V  | N  | P  | GF | GS |
|  | ---- | -------------- | -- | -- | -- | -- | -- | -- | -- |
|  | 1.   | Mariano        | 48 | 34 | 20 | 8  | 6  | 77 | 42 |
|  | 2.   | Magenta        | 45 | 34 | 19 | 7  | 8  | 77 | 38 |
|  | 3.   | Meda           | 42 | 34 | 17 | 8  | 9  | 65 | 51 |
|  | 4.   | Fidenza        | 40 | 34 | 14 | 12 | 8  | 66 | 43 |
|  | 5.   | Vigor Gaggiano | 39 | 34 | 16 | 7  | 11 | 64 | 43 |
|  | 6.   | Rescaldinese   | 39 | 34 | 16 | 7  | 11 | 64 | 63 |
|  | 7.   | Corbetta       | 39 | 34 | 15 | 9  | 10 | 55 | 41 |
|  | 8.   | Cantù          | 36 | 34 | 16 | 4  | 14 | 63 | 51 |
|  | 9.   | Mortara        | 33 | 34 | 13 | 7  | 14 | 53 | 49 |
|  | 9.   | Codogno        | 33 | 34 | 13 | 7  | 14 | 40 | 51 |
|  | 11.  | Casalbuttano   | 32 | 34 | 9  | 14 | 11 | 50 | 50 |
|  | 12.  | Vis Nova       | 30 | 34 | 11 | 8  | 15 | 63 | 69 |
|  | 12.  | Casteggio      | 30 | 34 | 12 | 6  | 16 | 47 | 58 |
|  | 14.  | Salsomaggiore  | 29 | 34 | 11 | 7  | 16 | 60 | 62 |
|  | 15.  | Gerli          | 27 | 34 | 9  | 9  | 16 | 47 | 64 |
|  | 16.  | Snia Viscosa   | 25 | 34 | 11 | 3  | 20 | 44 | 76 |
|  | 16.  | Paderno        | 25 | 34 | 9  | 7  | 18 | 49 | 91 |
|  | 18.  | Soresinese     | 20 | 34 | 6  | 8  | 20 | 32 | 74 |

Legenda:
      Retrocesso nella nuova Promozione 1952-1953 regionale.
 Retrocessione diretta.
Note:
Due punti a vittoria, uno a pareggio, zero a sconfitta.
Le squadre giunte dal primo al quinto posto sono state ammesse alla nuova IV Serie 1952-1953.
La Rescaldinese e il Corbetta sono retrocessi dopo aver perso gli spareggi con l'ex aequo Vigor di Gaggiano.

### Risultati

#### Spareggi di ammissione in IV Serie

##### Classifica finale
|  | Pos. | Squadra        | Pt | G | V | N | P | GF | GS |
|  | ---- | -------------- | -- | - | - | - | - | -- | -- |
|  | 1.   | Vigor Gaggiano | 3  | 2 | 1 | 1 | 0 | 2  | 1  |
|  | 2.   | Rescaldinese   | 2  | 2 | 1 | 0 | 1 | 3  | 2  |
|  | 3.   | Corbetta       | 1  | 2 | 0 | 1 | 1 | 0  | 2  |

Legenda:
      Retrocesso.
Note:
Due punti a vittoria, uno a pareggio, zero a sconfitta.

##### Spareggi
|                | Risultati |              | Luogo e data              |  |
| -------------- | --------- | ------------ | ------------------------- |  |
| Vigor Gaggiano | 0-0       | Corbetta     | Magenta, 15 giugno 1952   |  |
|                |           |              |                           |  |
| Vigor Gaggiano | 2-1       | Rescaldinese | Parabiago, 22 giugno 1952 |  |
|                |           |              |                           |  |
| Rescaldinese   | 3-1       | Corbetta     | Novara, 29 giugno 1952    |  |
|                |           |              |                           |  |

## Girone E

### Classifica finale
|  | Pos. | Squadra           | Pt | G  | V  | N  | P  | GF | GS  |
|  | ---- | ----------------- | -- | -- | -- | -- | -- | -- | --- |
|  | 1.   | Verbania Sportiva | 50 | 34 | 19 | 12 | 3  | 74 | 35  |
|  | 2.   | Omegna            | 48 | 34 | 19 | 10 | 5  | 62 | 36  |
|  | 3.   | Cossatese         | 47 | 34 | 21 | 5  | 8  | 87 | 44  |
|  | 4.   | Borgosesia        | 46 | 34 | 20 | 6  | 8  | 79 | 38  |
|  | 4.   | Valenzana         | 46 | 34 | 20 | 6  | 8  | 58 | 31  |
|  | 6.   | Angerese          | 44 | 34 | 18 | 8  | 8  | 81 | 42  |
|  | 7.   | Gravellona        | 42 | 34 | 18 | 6  | 10 | 72 | 49  |
|  | 8.   | Asti              | 35 | 34 | 14 | 7  | 13 | 65 | 49  |
|  | 9.   | Coggiola          | 33 | 34 | 13 | 7  | 14 | 51 | 64  |
|  | 10.  | Castellettese     | 31 | 34 | 11 | 9  | 14 | 65 | 64  |
|  | 11.  | Laveno            | 30 | 34 | 9  | 12 | 13 | 33 | 40  |
|  | 12.  | Lonatese          | 29 | 34 | 12 | 5  | 17 | 50 | 75  |
|  | 13.  | Condovese         | 26 | 34 | 11 | 4  | 19 | 56 | 69  |
|  | 13.  | Luino             | 26 | 34 | 8  | 10 | 16 | 29 | 60  |
|  | 15.  | Ghemmese          | 25 | 34 | 9  | 7  | 18 | 50 | 67  |
|  | 16.  | Sommese           | 24 | 34 | 9  | 6  | 19 | 40 | 63  |
|  | 17.  | Cenisia (-1)      | 21 | 34 | 9  | 4  | 21 | 35 | 72  |
|  | 18.  | Trinese           | 8  | 34 | 2  | 4  | 28 | 30 | 119 |

Legenda:
      Retrocesso nella nuova Promozione 1952-1953 regionale.
Note:
Due punti a vittoria, uno a pareggio, zero a sconfitta.
Le squadre giunte dal primo al quinto posto sono state ammesse nella nuova IV Serie 1952-1953.
Il Cenisia è stato penalizzato con la sottrazione di 1 punto in classifica.

## Girone F

### Classifica finale
|  | Pos. | Squadra          | Pt | G  | V  | N  | P  | GF | GS |
|  | ---- | ---------------- | -- | -- | -- | -- | -- | -- | -- |
|  | 1.   | Novese           | 46 | 34 | 20 | 6  | 8  | 66 | 38 |
|  | 2.   | Vogherese        | 44 | 34 | 20 | 4  | 10 | 62 | 40 |
|  | 3.   | Sestrese         | 43 | 34 | 17 | 9  | 8  | 79 | 38 |
|  | 3.   | Cuneo            | 43 | 34 | 19 | 5  | 10 | 60 | 39 |
|  | 3.   | Sestri Levante   | 43 | 34 | 18 | 7  | 9  | 60 | 41 |
|  | 6.   | Alassio          | 39 | 34 | 17 | 5  | 12 | 47 | 36 |
|  | 7.   | Vado             | 38 | 34 | 15 | 8  | 11 | 61 | 46 |
|  | 8.   | Entella          | 37 | 34 | 15 | 7  | 12 | 58 | 47 |
|  | 8.   | Pontedecimo      | 37 | 34 | 13 | 11 | 10 | 51 | 41 |
|  | 10.  | Acqui            | 36 | 34 | 13 | 10 | 11 | 48 | 47 |
|  | 11.  | Arsenal Spezia   | 35 | 34 | 12 | 11 | 11 | 46 | 45 |
|  | 12.  | Veloce Savona    | 34 | 34 | 11 | 12 | 11 | 54 | 55 |
|  | 12.  | Sampierdarenese  | 34 | 34 | 11 | 12 | 11 | 47 | 49 |
|  | 14.  | Bolzanetese      | 26 | 34 | 7  | 12 | 15 | 35 | 50 |
|  | 15.  | Imperia          | 24 | 34 | 9  | 6  | 19 | 34 | 66 |
|  | 16.  | Valle Bordighera | 22 | 34 | 5  | 12 | 17 | 46 | 78 |
|  | 17.  | Pro Recco        | 20 | 34 | 4  | 12 | 18 | 34 | 70 |
|  | 18.  | Albenga (-1)     | 10 | 34 | 2  | 7  | 25 | 21 | 83 |

Legenda:
      Retrocesso nella nuova Promozione 1952-1953 regionale.
Note:
Due punti a vittoria, uno a pareggio, zero a sconfitta.
Le squadre giunte dal primo al quinto posto sono state ammesse alla nuova IV Serie 1952-1953.
L'Albenga è stato penalizzato con la sottrazione di 1 punto in classifica.